# 2-Butanol

2-Butanol, ou sec-butanol, é um composto orgânico cuja fórmula é CH3CH(OH)CH2CH3. Este álcool secundário é inflamável, um líquido incolor e é solúvel em 12 partes de água e totalmente miscível com solventes orgânicos polares tais como ésters e outros alcoóis. É produzido em larga escala, primariamente como um precursor do solvente industrial MEK (metil etil ketone), ou butanona. O 2-butanol é quiral e por isso pode ser obtido a partir de 2 estereoisómeros designados por R)-(−)-2-butanol e(S)-(+)-2-butanol. Normalmente existe como uma mistura igual dos dois estereoisómeros - mistura racémica.